# اسپلیت راک (نیویورک)
اسپلیت راک (به انگلیسی: Split Rock) یک منطقهٔ مسکونی در ایالات متحده آمریکا است که در شهرستان اونانداگا، نیویورک واقع شده‌است.